# Ryanair
Ryanair je irská nízkonákladová letecká společnost se sídlem v Dublinu. Ve finančním roce 2023 Ryanair přepravila 183,7 milionů cestujících. Destinace Ryanair se nachází převážně v Evropě, dále v Africe a na Středním východě. Výkonným ředitelem společnosti je Michael O'Leary. Společnost se jmenuje dle irského podnikatele Tonyho Ryana.

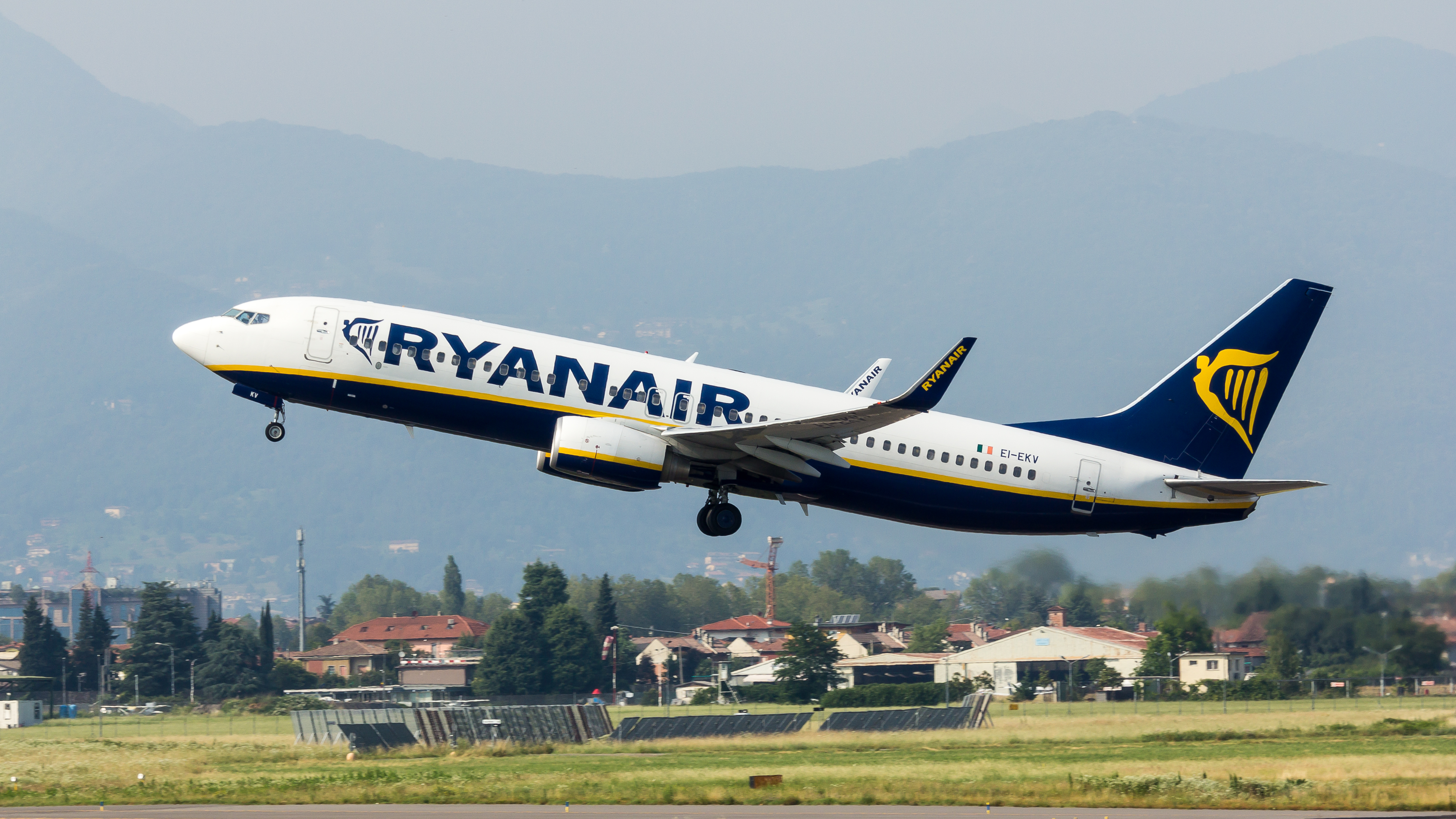
Ryanair - Boeing 737-800 - EI-EKV

Ryanair provozuje více než 400 letadel Boeing 737-800, přičemž jedno letadlo 737-700 se používá především pro nepravidelné lety. Strategie společnosti je založená na co nejnižších cenách letenek. Společnost se snaží co nejvíce spořit, od letišť žádá co nejnižší poplatky, používá jeden typ letadla, pokud je to možné, využívá letiště na okrajích nebo mimo cílových měst.[zdroj?] Provozuje pouze spojení z bodu do bodu.
Největšími konkurenty této letecké společnosti jsou anglický easyJet a maďarský Wizz Air.[zdroj?]

## Historie
Společnost zahájila svoji činnost v roce 1985, rok po založení, kdy začala létat jedním 15místným turbovrtulovým letadlem Embraer EMB 110 Bandeirante na lince Waterford – Londýn/Luton. Poté, co se kolem roku 1997 tato letecká společnost rychle rozrůstala na území Spojeného království, využila získané peníze na rozšíření svého působení po celé Evropě. Od té doby prošla výraznou expanzí; v roce 2008 byl Ryanair co do počtu přepravených cestujících největším leteckým dopravcem v Evropě, v celosvětovém měřítku zaujal šestou pozici.
Dne 27. srpna 2009 se vedení Ryanairu rozhodlo investovat půl milionu eur do kampaně pro schválení Lisabonské smlouvy v Irsku.
Od března roku 2017 Ryanair začal nabízet lety s přestupem. Od května 2017 začal spolupracovat (codeshare) se španělskou společností Air Europa, na svém webu prodává její dálkové linky.
Od 16. května 2017 začala letecká společnost Ryanair poprvé prodávat letenky s přestupem na italském letišti Fiumicino v Římě. Následovaly lety s přestupem na letišti Milán–Bergamo od 3. července 2017 a další.
V září 2017 začala zatím největší krize za celou existenci společnosti, Ryanair totiž začal škrtat až 50 letů denně (necelé 2 % všech letů). Důvodem byli zaměstnanci, kteří si začali brát dovolené a aerolinie tak neměla kapacity, jak by je nahradila a aby lety zároveň byly včas. Situace se týkala přibližně 700 tisíc cestujících, kteří cestovali v září či říjnu 2017. Jedním z důvodů nedostatku personálu bylo přecházení ke konkurenční norské aerolinii Norwegian. Dne 7. října 2017 oznámil provozní ředitel společnosti Michael Hickey své odstoupení kvůli nastalé situaci a zhoršení jména společnosti.

Destinace Ryanairu

## Působení v Česku

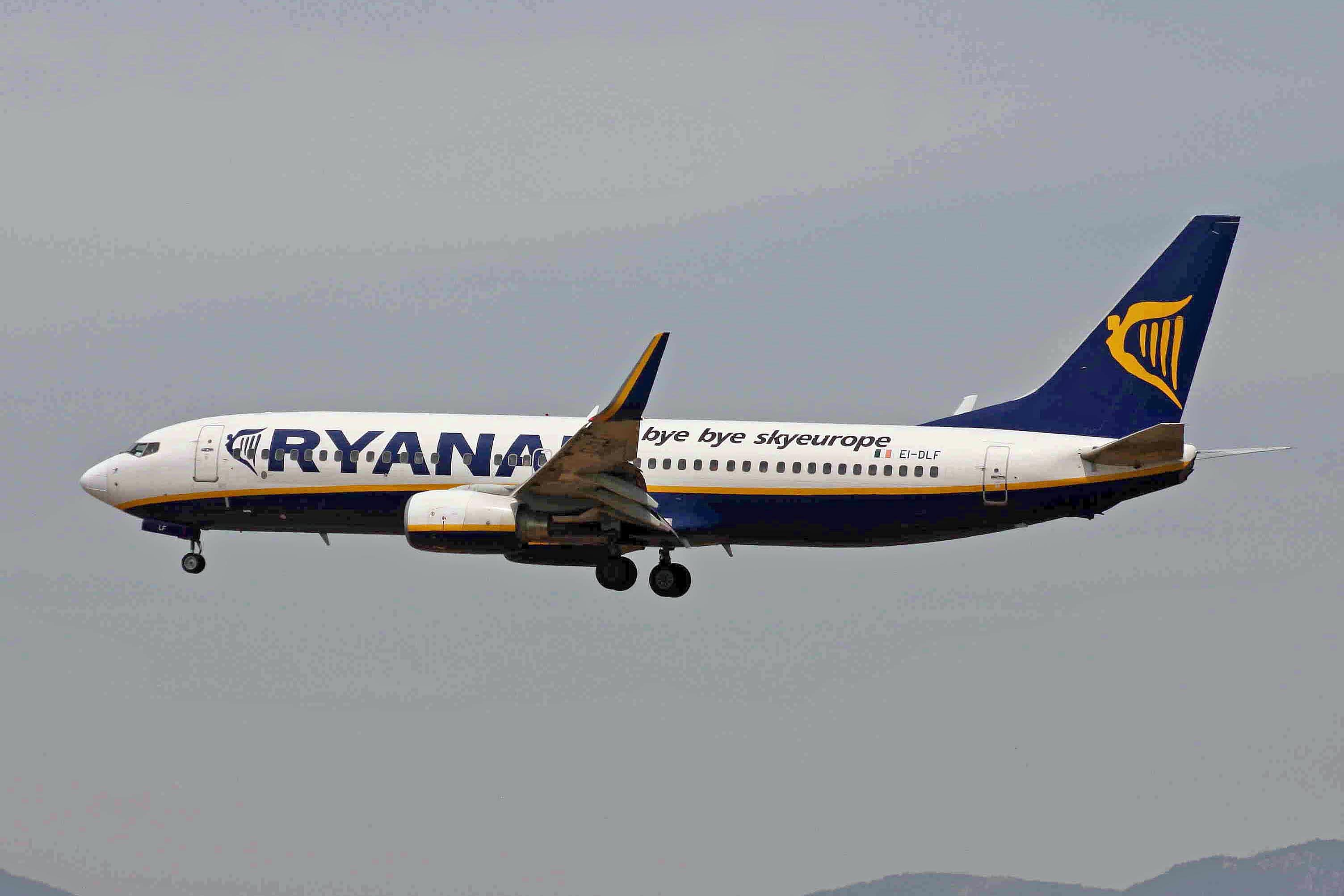
Boeing 737-800 Ryanair s nápisem „Bye bye SkyEurope" – „sbohem SkyEurope" loučící se s zaniklou slovenskou leteckou společností SkyEurope Airlines

Ryanair začal poprvé působit v Česku na letišti Brno-Tuřany. V roce 2019 šéfka marketingu Ryanair v Česku řekla, že se společnost chce stát jedničkou v počtu přepravených pasažérů v Česku, přičemž již na začátku 2019 roku měl Ryanair přibližně 15 % trhu. V červnu 2025 provozoval následující linky z těchto letišť:
| Letiště   | Destinace |
| --------- | --- |
| Brno      | Londýn–Stansted, Bergamo, Málaga |
| Praha     | Amman, Barcelona, Bari, Beauvais–Tillé, Bergamo, Bologna, Bristol, Budapešť, Dublin, East Midlands, Edinburgh, Gdaňsk, Göteborg, Charleroi, Katánie, Kodaň, Košice, Krakov, Londýn–Stansted, Madrid, Manchester, Málaga, Marseille, Neapol, Palma de Mallorca, Pisa, Poznaň, Riga, Řím–Ciampino, Sevilla, Stockholm, Terst, Tirana, Treviso Sezónně: Korfu, Pescara, Rhodos (od léta 2020), Rimini, Skiathos, Turín, Zadar |
| Ostrava   | Londýn–Stansted, Málaga, Girona |
| Pardubice | Alicante, Girona, Málaga, Palma de Mallorca |

### Brno

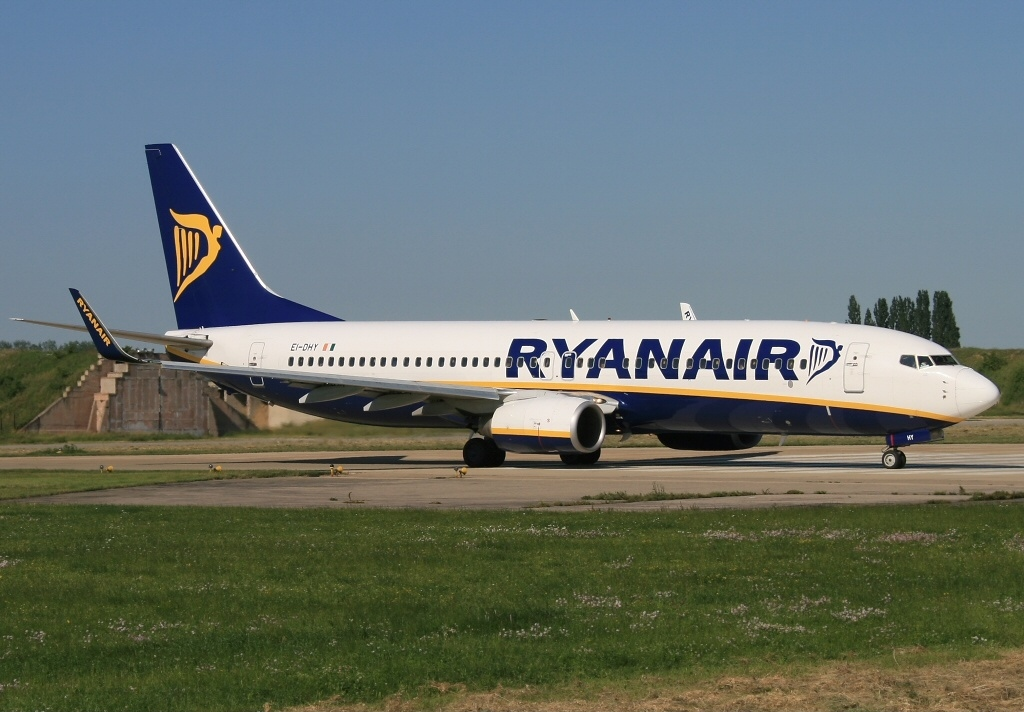
Boeing 737-800 Ryanair na letišti Brno–Tuřany

Od roku 2005 Ryanair provozuje přímou linku mezi Brnem a Londýnem (Stansted). Od zimního letového řádu 2010 zahájila společnost novou linku Brno – Milán/Bergamo. Od poloviny dubna 2011 mělo mít brněnské letiště i sezónní spojení se španělským Alicante. V roce 2008 zrušila linku do španělské Girony. V roce 2017 létala společnost z Brna již pouze na letiště Londýn Stansted. Od 28. října 2018 byla po letech obnovena linka do Milána. Od 2. dubna 2019 odsud létala pravidelná linka také na letiště Berlín-Schönefeld. Tato linka byla ukončena  28.3.2020 z důvodu nízké obsazenosti. 

### Praha
Dne 7. listopadu 2007 Ryanair zařadil poprvé mezi své destinace pražské Letiště Václava Havla a zahájil pravidelnou linkou z Dublinu, později přibyla i spojení z Prahy do Frankfurtu/Hahnu v Německu, anglického Birminghamu a švédského Stockholmu (letiště Skavsta). V roce 2008 zahájila společnost linku Praha – East Midlands (poblíž anglického Nottinghamu), tu ale po roce zrušila kvůli malé vytíženosti.
V dubnu 2010 po neúspěšném jednání s letištěm Praha-Ruzyně o snížení letištních tax Ryanair oznámil, že na tomto letišti ukončí od zimního letového řádu své působení. Po necelých čtyřech letech v roce 2014 se ale Ryanair do Prahy vrátil s linkami do Londýna a Dublinu. 30. října 2016 zahájil Ryanair nové linky do Říma–Ciampina a Milána–Bergama. Na podzim 2016 společnost létala pravidelně z Prahy celkem do čtyř evropských zemí a 7 destinací – Belgie (Brusel–Charleroi), Irska (Dublin), Itálie (Řím–Ciampino, Milán–Bergamo, Trapani), Spojené království (Londýn–Stansted, Liverpool).
Dne 30. října 2016 začal Ryanair na pražském letišti provozovat základnu. Praha se stala novým domovským letištěm dvou Boeingů 737-800 (EI-DCX, EI-DLD), zároveň byla zahájena zimní sezóna, v které odsud létal do pěti pravidelných destinací.
Se začátkem zimní sezóny 2017 dne 29. října 2017 otevřel Ryanair z Prahy sedm nových linek: tři do Španělska, po jedné do Itálie, Nizozemska, Polska a Maďarska.
Se začátkem zimní sezóny 2018 až 2019 zahájil Ryanair pět nových linek. Od letní sezóny 2019 měl spustit celkem jedenáct nových linek, přičemž v Praze měl začít bázovat další dvě letadla. Na zimní sezónu 2019/2020 Ryanair přidal opět jedno letadlo, čímž jich bylo v Praze celkem pět.

### Ostrava
Ryanair na Letišti Leoše Janáčka Ostrava působí od 4. června 2013, kdy byl zahájen provoz pravidelné linky do Londýna–Stanstedu. Mezi 30. říjnem 2016 až 4. dubnem 2019 odsud létal Ryanair dvakrát týdně do Milána–Bergama.
V prosinci 2023 oznámil Ryanair novou linku na trase Ostrava - Málaga a to od června 2024.
12.11.2024 bylo oznámeno nové spojení do španělského města Girona nedaleko Barcelony, spoj létá od 31.3.2025 dvakrát týdně. 
V dubnu 2025 Ryanair oznámil, že linky do Málagy i Girony budou provozovány celoročně.

### Pardubice
Dne 5. září 2017 byl zahájen provoz pravidelné linky Pardubice – Londýn/Stansted s třemi frekvencemi týdně (út, čt, so). Původně měla být tato linka zahájena až o necelé dva měsíce později, 30. října. Ryanair zahájení přesunul na 5. září kvůli velkému zájmu. Od 26. března 2018 byla zahájena také sezónní linka do španělského Alicante.
Linka na trase z Pardubic do Londýna byla zrušena. Ryanair ale na konci roku 2023 oznámil novou linku do Girony a to od dubna 2024, létat se má 2x týdně.

## Základny

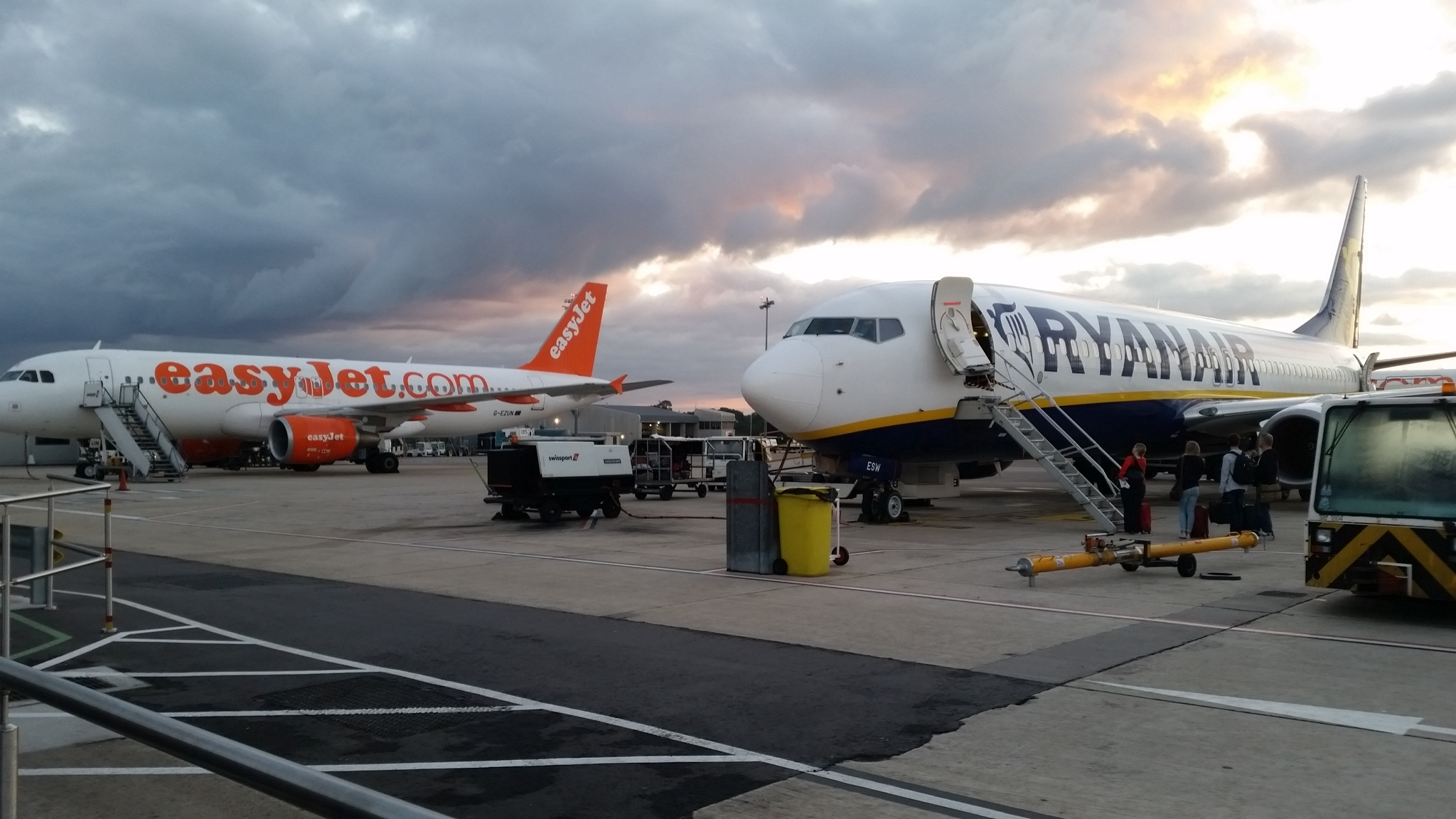
Letadlo Ryanair vedle největšího konkurenta Easyjet v Bristolu, 2015

Domovským letištěm aerolinií je Dublin International Airport. Největším letištěm, kde Ryanair operuje, je ale letiště Londýn Stansted. V září 2016 měl Ryanair svá letadla rozmístěna v 84 evropských a afrických základnách: Alghero, Alicante, Barcelona, Bari, Birmingham, Bologna, Bournemouth, Brémy, Brindisi, Bristol, Brusel-Charleroi, Cagliari, Cork, Dublin, Düsseldorf-Weeze, East Midlands, Edinburgh, Faro, Frankfurt-Hahn, Girona, Glasgow-Prestwick, Gran Canaria, Kaunas, Kerry, Lanzarote, Leeds-Bradford, Liverpool, Londýn-Luton, Londýn-Stansted, Madrid, Málaga, Malta, Milán-Bergamo, Oslo-Rygge, Pescara, Pisa, Porto, Praha, Reus, Řím-Ciampino, Sevilla, Shannon, Stockholm-Skavsta, Tenerife South, Trapani a Valencie.

## Flotila

### Současná

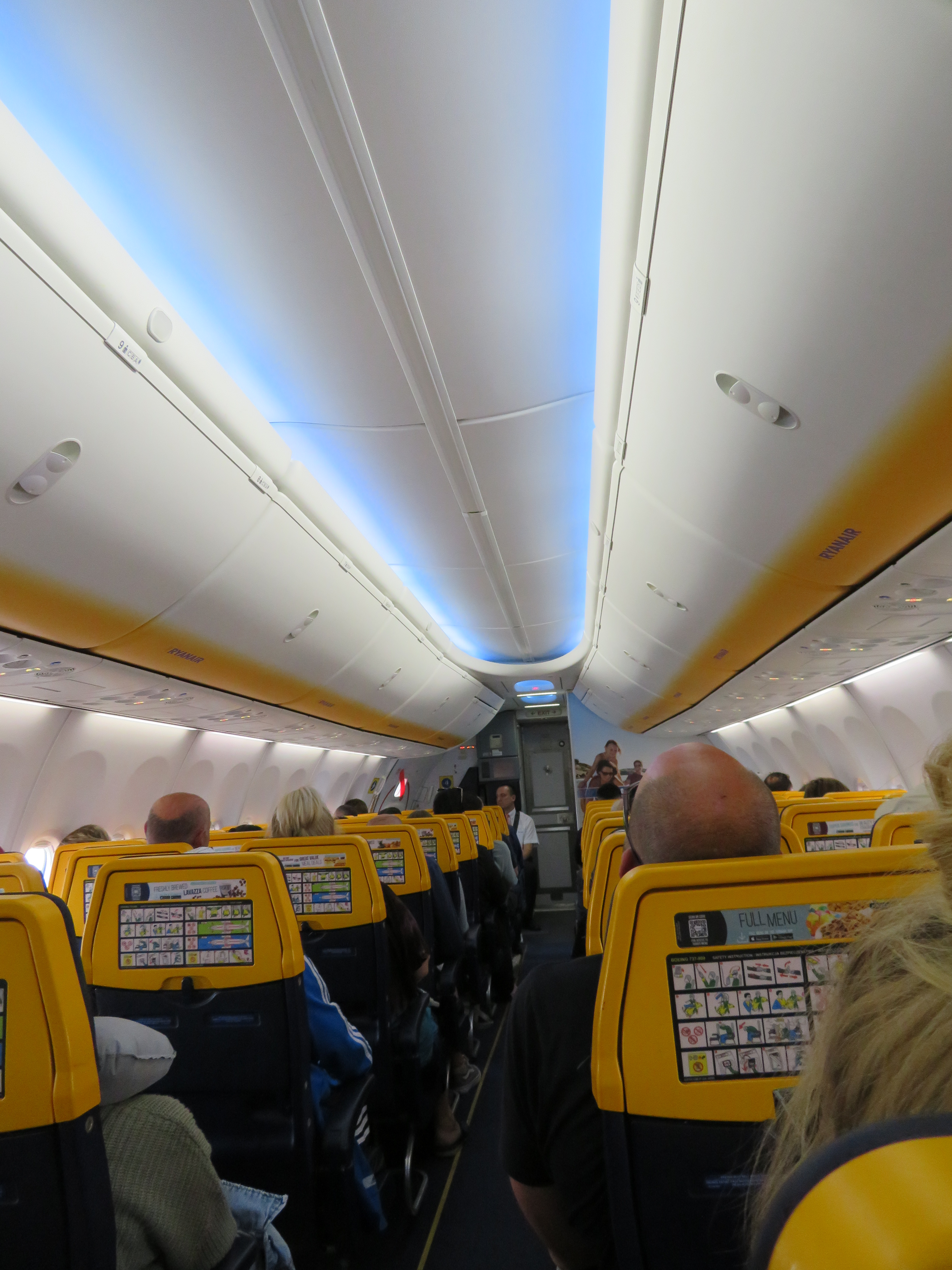
Kabina letounu B738 Ryanair (2023)

V říjnu 2024 čítala flotila Ryanairu 319 letounů, přičemž další 1 byl objednán. Průměrné stáří flotily je 10,4 let. Dceřiná Malta Air měla 174 letounů, Buzz 74, Lauda Europe 26 a Ryanair UK 15. Celkem má skupina k dispozici 608 letounů.

### Historická

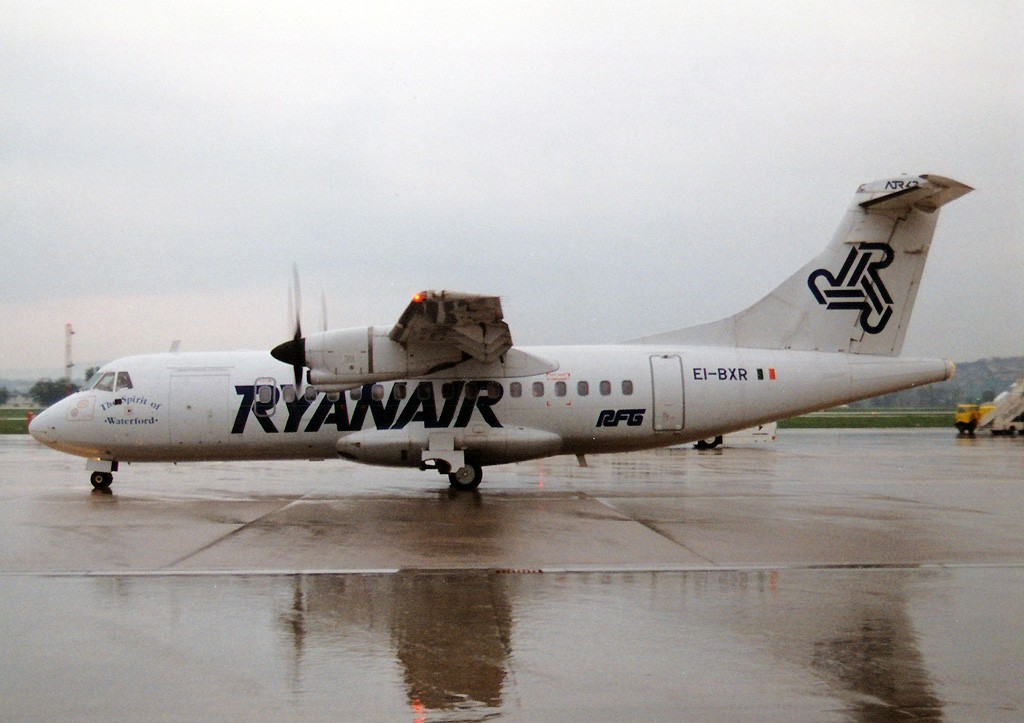
Ryanair ATR-42-300

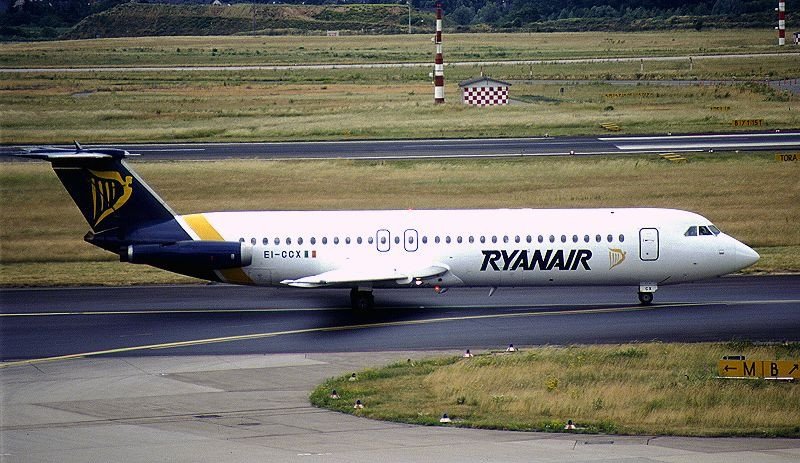
BAC One-Eleven Ryanair

Společnost Ryanair v minulosti provozovala následující typy letadel:

## Odkazy

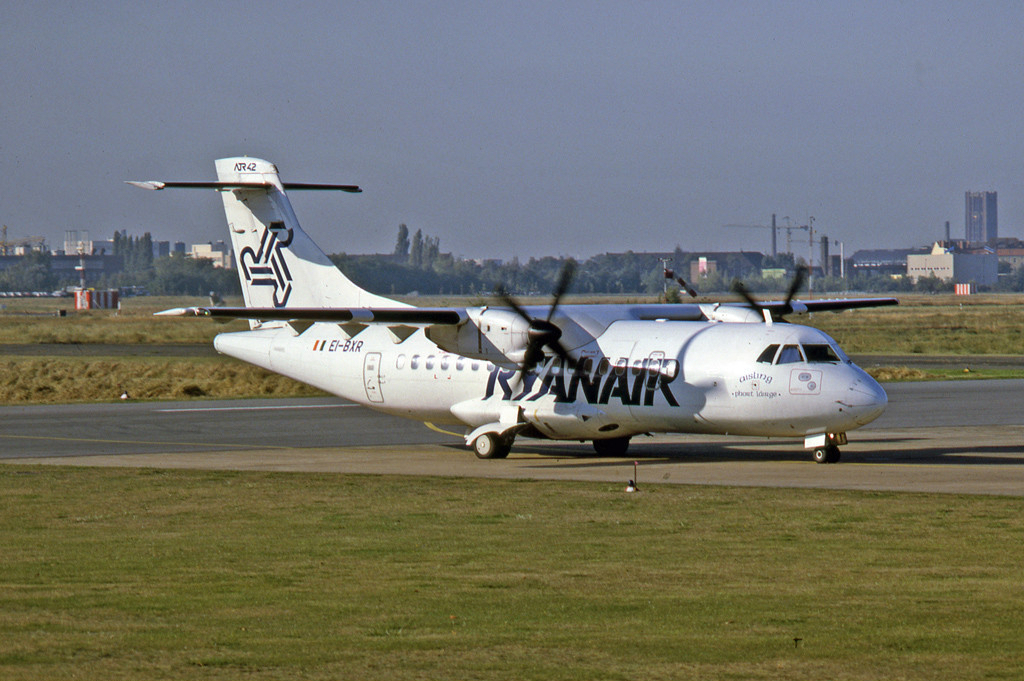
Již vyřazené ATR-42-300 imatrikulace EI-BXR (2012)

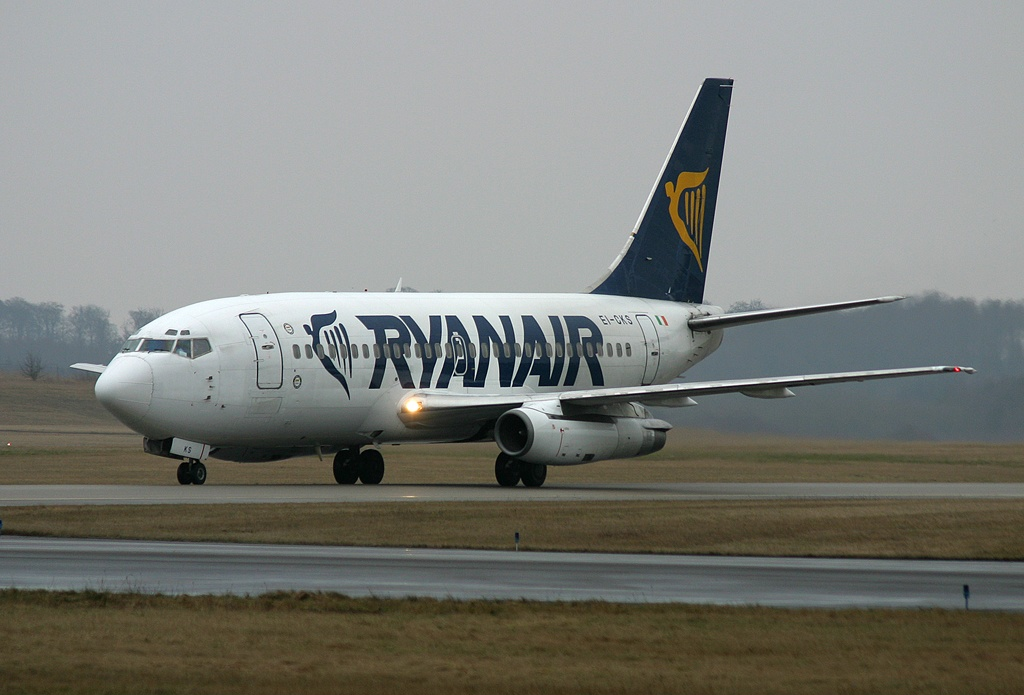
Staré zbarvení Ryanair na již vyřazém typu Boeingu 737-200 imatrikulace EI-CKS (2011)